# Martinho Ndafa Kabi
Martinho Ndafa Kabi (17 settembre 1957) è un politico guineense.
È stato Primo ministro della Guinea-Bissau dall'aprile 2007 all'agosto 2008.